# NGC 7774
NGC 7774 is een elliptisch sterrenstelsel in het sterrenbeeld Pegasus. Het hemelobject werd op 9 augustus 1886 ontdekt door de Amerikaanse astronoom Lewis A. Swift.

## Synoniemen
- UGC 12819
- MCG 2-60-22
- ZWG 432.37
- KCPG 594A
- PGC 72679